# Johann III. von Rosenberg
Johann III. von Rosenberg (auch Johann von Strakonitz; tschechisch Jan III. z Rožmberka auch Jan ze Strakonic, * 24. November 1484; † 29. Februar 1532)  war seit 1517 Großprior der Johanniter in Böhmen und 1523–1524 sowie 1526–1532 Regent der Adelsfamilie Rosenberg.

## Leben
Seine Eltern waren Wok II. von Rosenberg und Margarete von Guttenstein (Markéta z Gutenštejna). Johann war der älteste unter den Brüdern Jost, Peter und Heinrich. Er schlug die kirchliche Laufbahn ein und wurde Mitglied des Johanniterordens. Nachdem er 1511 zum Großprior der Strakonitzer Kommende aufstieg, wurde er auch als Johann von Strakonitz bezeichnet.
Johanns Vater Wok II. hatte aus gesundheitlichen Gründen die Regentschaft über das Haus Rosenberg an seinen Bruder Peter IV. von Rosenberg übergeben. Dieser übernahm nach dem Tod Wok II. 1505 auch die Vormundschaft über dessen minderjährige Kinder. Da die Beziehungen zwischen ihm und den Neffen nicht gut waren, teilte er das Dominium. Einen kleineren Teil übergab er den Neffen Heinrich, Jost und Peter und den größeren Teil behielt er für sich. Diesen vererbte er an Johann. Da Johann in seiner Gunst stand, bestimmte er ihn auch als Nachfolger in der Regentschaft über das Haus Rosenberg. Nachdem Johann dem Priesterstand angehörte und deshalb keine legitimen Nachfolger haben konnte, verfügte Peter IV. zudem, dass das Erbe nach Johanns Tod an fremde Adlige kommen sollte, unter denen Zdeniek Lev von Rosental die Hauptrolle spielte.
Johann befolgte das Testament seines Onkels und übernahm die Regentschaft der Rosenberger. Obwohl unter seinen Brüdern ein Erbstreit ausbrach, siedelte er von Strakonitz nach Krummau um. In dem Erbstreit bestimmten Jost und Peter ihren jüngsten Bruder Heinrich zum Regenten der Rosenberger. Nachfolgend legten alle drei am 18. November 1523 beim höchsten Kämmerer des Königreiches Widerspruch gegen das Testament ihres Onkels Peter IV. ein und beantragten, dieses nicht in die Landtafel einzutragen. 1524 wandten sie sich unmittelbar an den König Ludwig und beantragten die Herausgabe der Besitzungen, die Johann geerbt hatte und deren Übereignung an Heinrich, den rechtmäßig gewählten Nachfolger. Dem Antrag wurde im Juni 1524 entsprochen. Allerdings gab Johann die Herrschaft nicht freiwillig ab, sodass seine Brüder teilweise Zwang anwenden mussten. In der zweiten Jahreshälfte 1524 übernahm Heinrich die Regentschaft der Rosenberger.
Nachdem Zdeniek Lev von Rosental 1525 wieder Burggraf wurde, entfachte er der Kampf um den Nachlass von Neuem. Nach langen gerichtlichen Auseinandersetzungen zahlten die Rosenberger Johanns Miterben aus, sodass Heinrich weiter regieren konnte. Dieser starb jedoch schon ein Jahr später, und Johann III. übernahm von 1526 bis zu seinem Tod 1532 wiederum die Regentschaft.
Am 30. Januar 1527 gehörte Johann der Delegation an, die bei Iglau den neuen König Ferdinand empfing. Bei dessen Krönung am 24. Februar d. J. trug er gemeinsam mit Zdeněk von Rosental die königliche Krone, begleitet von seinen Brüdern Jost und Peter.
Kurz nach seinem Amtsantritt bat Ferdinand den Rosenberger, für Ruhe in Kaaden zu sorgen. Hier erhoben sich lutherische Anhänger gegen die katholischen Orden. Die Bürger besetzten die dortige Kirche und das Kloster der Johanniter und eigneten sich die Hälfte des Friedhofs an. 
Nach Johanns Tod 1532 übernahm sein Bruder Jost die Verwaltung des Familienvermögens.